# 出羽ノ龍和希
出羽ノ龍 和希（でわのりゅう かずき、2001年3月7日 - ）は、モンゴル国ウランバートル市出身で、出羽海部屋所属の現役大相撲力士。本名はトムルバートル・テムレン。身長180.1cm、体重146.9kg。最高位は西幕下2枚目（2025年5月場所）。

## 来歴
朝青龍や日馬富士のような気迫ある相撲に憧れて、相撲は小学生の頃に始めた。8歳の頃は元三段目・北春日に相撲を習い朝青龍杯で団体優勝、中学生の頃は元幕下・前乃雄に相撲を習って白鵬杯で団体優勝を経験している。中学生の頃はバスケットボールもやっていたが、「いつか日本で相撲取りになりたい」と考えていたため、高校は日本の希望が丘高校に留学した。高校時代は2年次に高校総体ベスト16、3年次に金沢大会と十和田大会で団体8強、世界ジュニア相撲選手権大会重量級準優勝の成績を残しているが、タイトルを獲得することはできなかった。
高校卒業後は、関係者に出羽海部屋付きの16代高崎（元幕内・金開山）を紹介されて同部屋に入門、研修期間や興行ビザの取得待ちなどがあり、初土俵は2019年11月場所になった。初土俵同期は夢道鵬と二本栁の2人。初めて番付に名前が載った2020年1月場所は、1番相撲で二本栁に敗れて6勝1敗。序二段に上がった翌3月場所は本割を7戦全勝として、二本栁との優勝決定戦の可能性を残したが、二本栁が7番目の相撲で敗れたため、決定戦は行われずに序二段優勝が決まった。翌場所で三段目に昇進して以降も勝ち越しが続いたが、新幕下に昇進した2021年1月場所で入門以来初めての負け越しを経験した。翌3月場所は三段目に陥落したが、続く5月場所で幕下に復帰。幕下復帰の場所は7番目の相撲で三役経験者の阿炎に敗れて幕下優勝こそ逃したが、6勝1敗と幕下で初めての勝ち越しの場所を好成績で取り終えた。勝ち越せば関取昇進が見える東幕下3枚目の地位で土俵に上がった2024年9月場所は、2勝5敗と幕下5枚目以内の壁に阻まれた。

## 取り口
アマチュア時代は四つ相撲だったが、大相撲入門後は部屋の兄弟子である御嶽海を目標として押し相撲主体に変えた。序二段時代の2020年3月場所では、もろ差しから寄り切った取組があった。

## 人物
- 日本の高校に留学する前からウランバートル市内の日本語学校に通っていたこともあって、序二段時代の2020年3月に雑誌『相撲』で取り上げられた際には「語彙も豊富で本当にうまい」と評されている[1]。
- 四股名の下の名の「和希」は、師匠・11代出羽海（元幕内・小城乃花）の下の名（本名・現役名・年寄名全てに共通）である「昭和」と、母校の希望が丘高校に由来する[1]。
- 部屋公式ホームページによると、好物はモンゴル料理、憧れのバスケットボール選手はレブロン・ジェームズ、趣味はバスケットボール、座右の銘は「明日は明日の風が吹く」、愛読書は『君の膵臓をたべたい』[7]。

## 主な成績
2025年7月場所終了現在

### 通算成績
- 通算成績:133勝88敗10休（34場所）

### 各段優勝
- 序二段優勝：1回（2020年3月場所）

### 場所別成績
| | 一月場所 初場所（東京） | 三月場所 春場所（大阪） | 五月場所 夏場所（東京） | 七月場所 名古屋場所（愛知） | 九月場所 秋場所（東京） | 十一月場所 九州場所（福岡） |
| --- | ----------------------- | ----------------------- | ----------------------- | --------------------------- | ----------------------- | --------------------------- |
| 2019年 （平成31年 /令和元年） | x                       | x                       | x                       | x                           | x                       | （前相撲）                  |
| 2020年 （令和2年） | 西序ノ口25枚目 6–1      | 東序二段49枚目 優勝 7–0 | 感染症拡大 により中止   | 東三段目49枚目 5–2          | 東三段目26枚目 4–3      | 東三段目10枚目 4–3          |
| 2021年 （令和3年） | 西幕下59枚目 3–4        | 西三段目14枚目 5–2      | 東幕下49枚目 6–1        | 西幕下21枚目 5–2            | 西幕下11枚目 3–4        | 東幕下19枚目 6–1            |
| 2022年 （令和4年） | 東幕下6枚目 4–3         | 西幕下3枚目 休場 0–0–7  | 西幕下43枚目 6–1        | 西幕下17枚目 1–3–3          | 西幕下17枚目 5–2        | 東幕下9枚目 4–3             |
| 2023年 （令和5年） | 東幕下6枚目 3–4         | 東幕下11枚目 5–2        | 東幕下7枚目 2–5         | 西幕下15枚目 3–4            | 西幕下20枚目 5–2        | 西幕下10枚目 3–4            |
| 2024年 （令和6年） | 東幕下18枚目 5–2        | 東幕下9枚目 2–5         | 西幕下18枚目 5–2        | 東幕下9枚目 5–2             | 東幕下3枚目 2–5         | 東幕下13枚目 3–4            |
| 2025年 （令和7年） | 東幕下22枚目 5–2        | 東幕下10枚目 6–1        | 西幕下2枚目 3–4         | 西幕下4枚目 2–5             | x                       | x                           |
| 各欄の数字は、「勝ち-負け-休場」を示す。 優勝 引退 休場 十両 幕下 三賞：敢=敢闘賞、殊=殊勲賞、技=技能賞 その他：★=金星 番付階級：幕内 - 十両 - 幕下 - 三段目 - 序二段 - 序ノ口 幕内序列：横綱 - 大関 - 関脇 - 小結 - 前頭（「#数字」は各位内の序列） |                         |                         |                         |                             |                         |                             |

## 改名歴
- 出羽ノ龍 和希（でわのりゅう かずき）2019年11月場所 -